# Belgershain
Belgershain este o comună din landul Saxonia, Germania. Se află la o altitudine de 148 m deasupra nivelului mării. Are o suprafață de 22,8 km². Populația este de 3.334 locuitori, determinată în 30 septembrie 2019, prin actualizare statistică[*].